# Gamelia
Gamelia é um gênero de mariposa pertencente à família Saturniidae.